# Widzialność

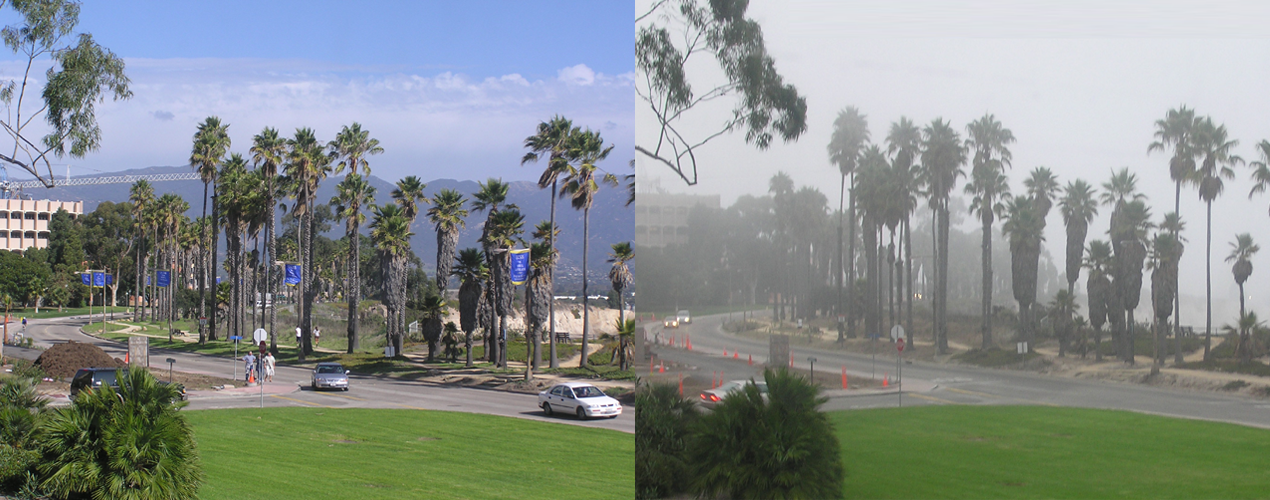
Mgła jako utrudnienie ruchu miejskiego w Santa Barbara

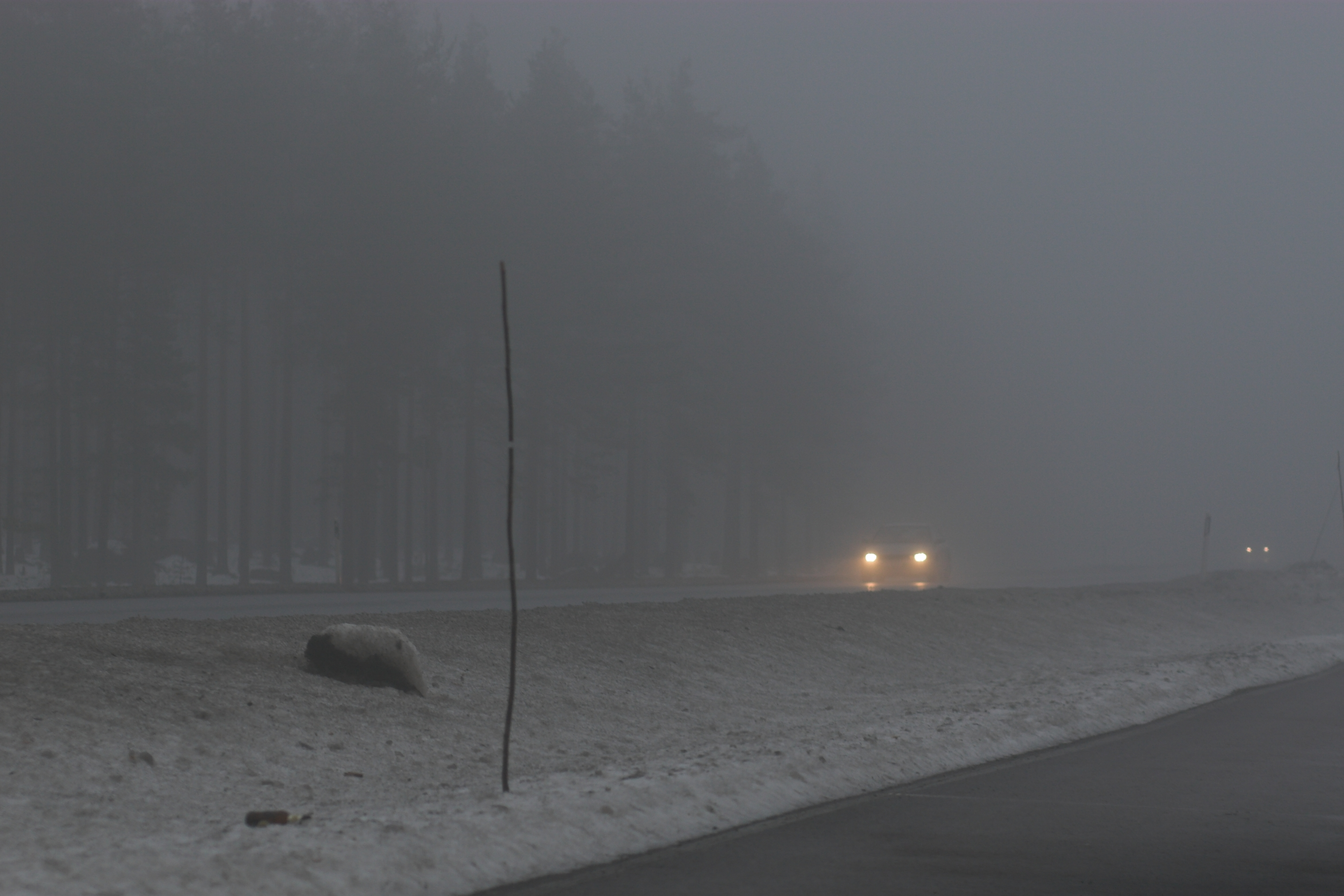
Przykład zmniejszonej widoczności świateł pojazdów z powodu smogu, ograniczającego widzialność

Widzialność (met.) – zależny od warunków atmosferycznych zasięg dostrzegania obiektów.
Pojęcie widzialności bywa utożsamiane z pojęciem widoczności, co nie jest ścisłe. Obiekty bywają dostrzegalne (lub nie) zależnie od:
- widzialności (przejrzystości powietrza atmosfery - warunków meteorologicznych) i/lub
- widoczności (zależnej od ewentualnego przesłonięcia przez inne obiekty, np. horyzont).

Widzialność ocenia się w warunkach, gdy inne czynniki – poza właściwościami powietrza – nie ograniczają widoczności obiektów.
Pojęcie jest definiowane na podstawie wykładniczego „prawa kontrastów”, a stopień widzialności określa się wzrokowo lub z użyciem przyrządów pomiarowych (rodzaju nefelometrów). Pomiary widzialności pomagają m.in. zapewnić bezpieczeństwo w ruchu drogowym i kolejowym, w żegludze i lotnictwie.
W żegludze obowiązują prawidła MPDM, zgodnie z którymi ograniczona widzialności jest podstawą zmniejszenia prędkości jednostki pływającej do prędkości bezpiecznej, utrzymywania gotowości maszyn do natychmiastowego manewru, nadawania sygnałów mgłowych. Konieczność dostosowania prędkości jednostek do ograniczonej widzialności jest jedną z ważnych przyczyn poważnych strat ekonomicznych, związanych z wydłużeniem czasu rejsów. W lotnictwie stosuje się pojęcie „runway visual range”, oznaczające zasięg widzenia oznakowania nawierzchni pasa startowego z pozycji pilota. Lotniska dysponują systemami RVR (monitoring widzialności).

## Podstawowe pojęcia
Widzialność pozioma jest jednym ze zbioru parametrów stanu troposfery, umożliwiających opis pogody w danej chwili i miejscu – jest wymieniana obok temperatury, ciśnienia, prędkości wiatru, charakterystyki zachmurzenia i opadów atmosferycznych. Jest największą odległością, z jakiej – w tych warunkach – obiekt może być jeszcze spostrzeżony.
W piśmiennictwie i praktyce żeglugi stosowane jest, zwłaszcza w odniesieniu do świateł oznakowania nawigacyjnego (np. latarń morskich), pojęcie zasięg widoczności, przy czym wyróżnia się:
- zasięg widoczności geograficzny – zależny od krzywizny ziemi, określany, jako umożliwiający dostrzeżenie obiektu z odległości (D, Mm) przy danych wysokości obserwowanego obiektu (H, m) i wysokości, na jakiej znajdują się oczy obserwatora (tzw. wysokość oczna) (h, m):

{\displaystyle D=2{,}08({\sqrt {H}}+{\sqrt {h}}).}
Powyższy wzór uwzględnia średnią ziemską refrakcję atmosferyczną.
- zasięg widoczności meteorologiczny – zależny od aktualnych optycznych cech atmosfery oraz siły i barwy źródła świat.

Rzeczywisty zasięg widoczności jest zależny od obu rodzajów czynników i zmienny w szerokich granicach. Stwierdzono, że w przypadku idealnie czystego powietrza maksymalny zasięg widoczności może osiągać 300–400 km. Do roku 1973 największą odnotowaną wartością był zasięg 270 km (z Hiszpanii widziano góry Atlas). W roku 2016 sfotografowano alpejski szczyt Pic Gaspard z Pic de Finestrelles w Pirenejach z odległości 443 km.
Widzialność jest definiowana na podstawie założenia, że najważniejszym warunkiem dostrzeżenia obiektu (jego widoczności) jest „kontrast”.
Kontrast (K) zależy od wartości luminancji obserwowanego obiektu {\displaystyle (L_{o})} i jego tła {\displaystyle (L_{t}).} Został zdefiniowany jako stosunek bezwzględnej różnicy między obiema wartościami {\displaystyle L} do większej z tych dwóch wartości:
- jaśniejszy obiekt: {\displaystyle L_{o}>L_{t}}

{\displaystyle K={\frac {L_{o}-L_{t}}{L_{o}}},}
- jaśniejsze tło: {\displaystyle L_{o}<L_{t}}

{\displaystyle K={\frac {L_{t}-L_{o}}{L_{t}}}.}
Kontrast przyjmuje wartości od zera (obiekt niewidoczny) do jedności (np. biały obiekt na czarnym tle, lub odwrotnie). Warunkiem spostrzeżenia obiektu na jego tle jest przekroczenie progu różnicy, nazywanego „progiem czułości kontrastowej oka” lub „progiem kontrastu” {\displaystyle (\varepsilon ).} Wartość {\displaystyle \varepsilon } jest cechą indywidualną obserwatora i zmienną, zależną np. od rozmiarów kątowych obiektu, adaptacji, zmęczenia). Dla obserwacji w warunkach dziennych charakterystyczny jest zakres {\displaystyle \varepsilon =0{,}01-0{,}02.} W warunkach niekorzystnych, np. pod wpływem dużych i gwałtownych zmian oświetlenia, bywają osiągane wartości wielokrotnie wyższe (sporadycznie nawet {\displaystyle \varepsilon =0{,}-0{,}7}).
Wykładnicze prawo kontrastów

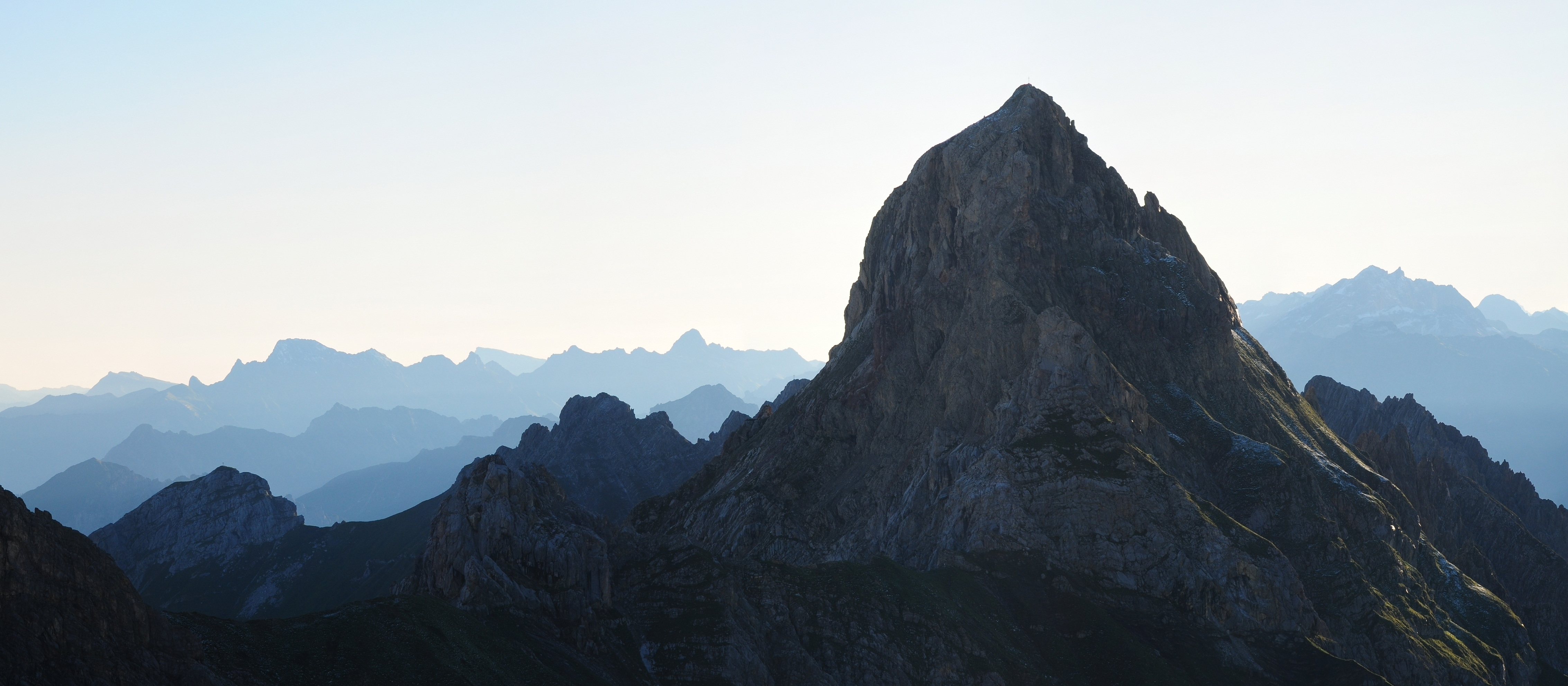
Zimbaspitze – góra w łańcuchu Rätikon (Alpy, prowincja Vorarlberg); ilustracja istoty „prawa kontrastów”

Obserwacje obiektów utrudniają zmiany ich luminancji, spowodowane ich zbliżaniem się lub oddalaniem od obserwatora, oraz zmiany przezroczystości powietrza, np. wskutek przemieszczanie się mgieł lub stref deszczu. Zależność luminancji obserwowanej {\displaystyle (L)} od rzeczywistej luminancji obiektu {\displaystyle (L_{o}),} jego odległości od obserwatora {\displaystyle (l)} i przezroczystości powietrza {\displaystyle (p)} ma charakter wykładniczy; jest opisywana uproszczonym równaniem:
{\displaystyle L=L_{o}e^{k\cdot l}=L_{o}p^{l},}
gdzie: {\displaystyle k} – współczynnik osłabienia luminancji w warstwie powietrza.
Równanie opisuje np. zmniejszanie się obserwowanej jasności oddalającego się źródła światła, które z pewnej odległości przestaje być zauważalne na tle nieba (osiągnięcie {\displaystyle K=0}). Innym przykładem jest zmniejszanie się kontrastu między niebem i oddalającym się obiektem czarnym. W drugim przypadku {\displaystyle (L_{o}=0),} zmniejsza się kontrast między nim i niebem – obserwowana luminancja zawiera coraz większy udział luminancji powietrza między obiektem i obserwatorem (zob. zdjęcie Zimbaspitze na tle innych alpejskich pasm górskich i nieba). Całkowita wartość obserwowanej luminancji („luminancja efektywna”) jest sumą:
{\displaystyle L=L_{o}p^{l}+B(1-p^{l}),}
gdzie {\displaystyle B} jest luminancją nieboskłonu w pobliżu widnokręgu, zależną od współczynnika rozpraszania światła {\displaystyle (\beta )} i oświetlenia elementu objętości {\displaystyle (E){:}}
{\displaystyle B={\frac {\beta E}{k}}.}
Kontrast umożliwia spostrzeżenie obiektu (jest efektywny), jeżeli jest co najmniej równy progowi dyskryminacji luminancji (próg kontrastu, {\displaystyle \varepsilon }). Poszukując takiej odległości {\displaystyle l=S,} dla której {\displaystyle K=\varepsilon } otrzymuje się równanie:
{\displaystyle S={\frac {1}{k}}\left(\ln {\frac {1}{\epsilon }}+\ln K\right).}
Jeżeli można przyjąć, że dla danego obiektu {\displaystyle L_{o}=0} {\displaystyle (K=1),} a {\displaystyle \varepsilon =0{,}03} (doskonale czarny o rozmiarze kątowym większym od 20′), to największa odległość pozioma, z której jest on zauważalny (widzialność meteorologiczna, {\displaystyle S_{M}}) wynosi:
{\displaystyle S_{M}={\frac {1}{k}}\ln {\frac {1}{\epsilon }}\approx {\frac {1{,}5}{k}}.}
Przytoczone równania pozwalają przewidywać zależność widzialności w ciągu dnia od kilku czynników, uznanych – dla uproszczenia – za niezmienne; nie dotyczą bardziej złożonych problemów widzialności w nocy, w czasie zmierzchu lub świtu oraz widzialności w kierunku pionowym lub skośnym.
Teoretyczne obliczenia widzialności nie są wykorzystywane w warunkach rzeczywistych, np. w czasie sporządzania prognoz pogody lub wydawania komunikatów ostrzegawczych. Prawdopodobieństwo wystąpienia zmniejszonej widzialności jest zwykle określane na podstawie wiedzy o zmianach innych parametrów kształtujących przewidywaną pogodę (tj. ciśnienie atmosferyczne i temperatura oraz kierunki i szybkość ich zmian, prędkość i kierunek wiatru). Obniżenie widzialności często występuje np. w strefach opadów frontów chłodnych i w obszarach opadów wewnątrzmasowych (zwłaszcza śniegu przy silnym wietrze) w chłodnych masach powietrza. W pobliżu obszarów pustynnych obniżenie widzialności bywa związane z unoszeniem pyłów (np. harmattan).

## Lotniskowa kontrola widzialności

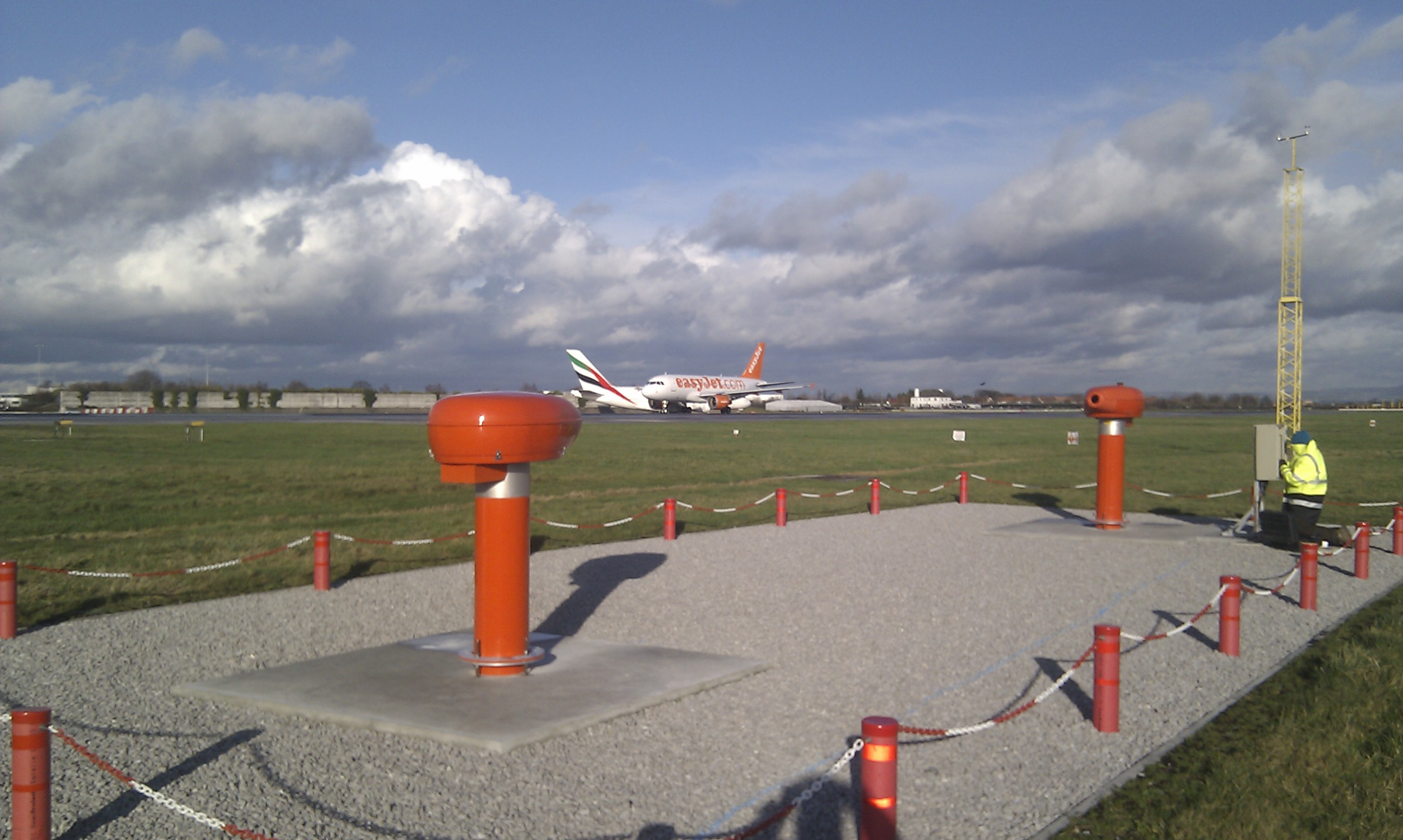
Jeden z przykładów systemu RVR (monitoring zasięgu widzialności oznakowania pasa)

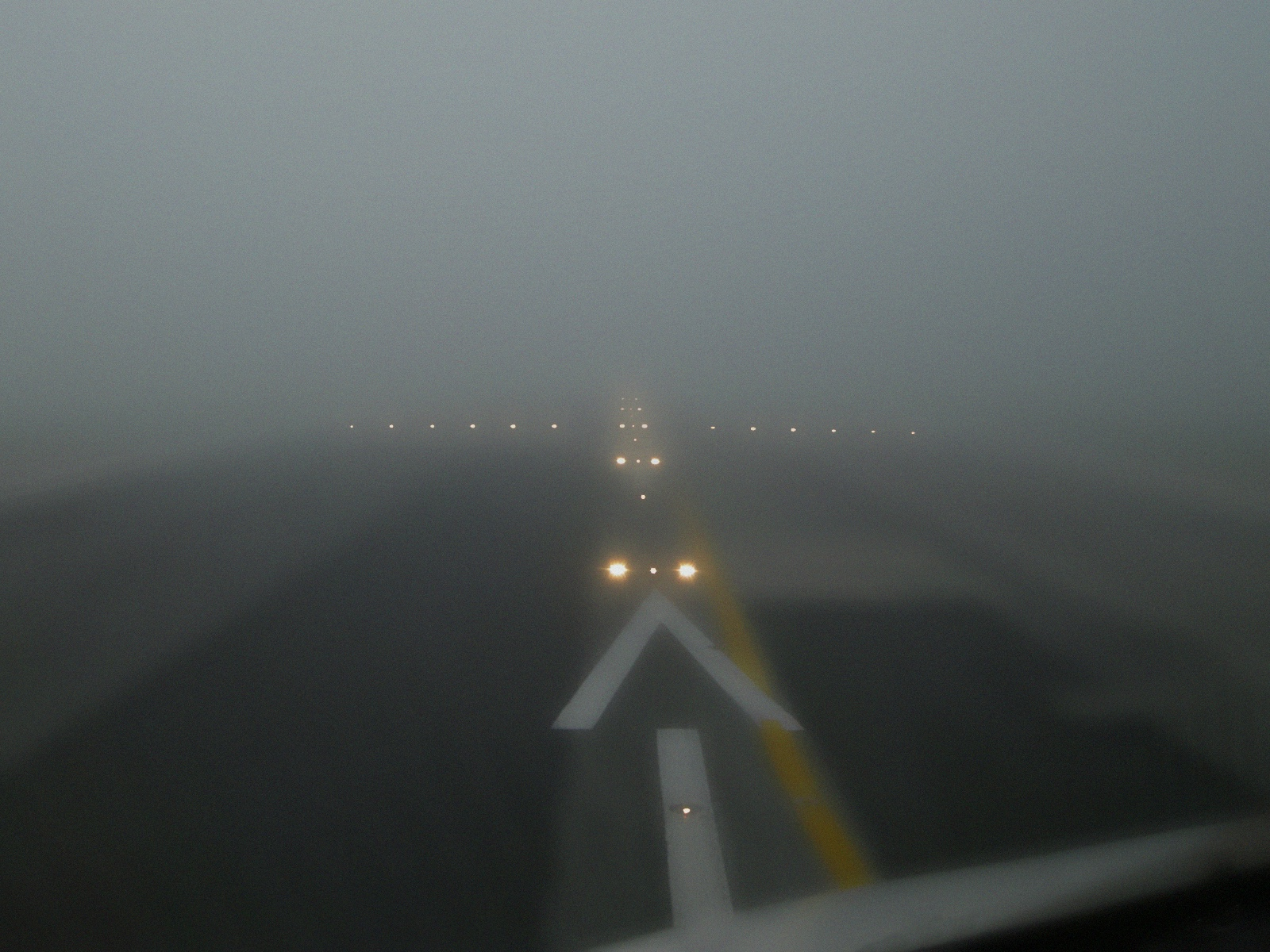
Widok z kabiny pilota przed startem (lotnisko w Lizbonie)

Widzialność należy do parametrów wymienianych wśród atmosferycznych warunków lotów. Jest szczególnie ważna w czasie startów i lądowań. W warunkach ograniczonej widzialności obowiązują przewidziane na takie sytuacje szczegółowe procedury. Procedury są wprowadzane i odwoływane na podstawie wyników pomiarów widzialności. Widzialność, wyrażaną w metrach lub w kilometrach, określają upoważnieni obserwatorzy lub automatyczne systemy pomiarowe.
Czujniki tych systemów są instalowane zwykle na wysokości ok. 2,5 m nad poziomem drogi startowej i rozmieszczone tak, aby dostarczały danych reprezentatywnych dla pasa i strefy przyziemienia. Dokładność informacji (krok) zależy od poziomu widzialności. Dane są podawane z krokiem 50 m, gdy S < 800 m, z krokiem 100 m, gdy S = 800–5000 m, z krokiem 1 km, gdy S = 5–10 km. W przypadkach, gdy S ≥ 10 km podaje się wartość 10 km. Dodatkowych informacji dostarczają systemy RVR, które monitorują zasięg widzialności wzdłuż drogi startowej, czyli odległość, z której pilot samolotu stojącego w osi pasa może widzieć jego oznakowanie świetlne. Na poszczególnych lotniskach są ustalane minimalne wymagania pogodowe dla przylotów i odlotów (zob. np. IMC). Poniżej przedstawiono przykładowe zestawienie Visual Meteorological Conditions (VMC) lotniska Warszawa-Babice dla „lotów z widocznością” (VFR).
| Rodzaj statków powietrznych | Dzień              | Dzień            | Noc                | Noc              |
| Rodzaj statków powietrznych | podstawa chmur [m] | widzialność [km] | podstawa chmur [m] | widzialność [km] |
| --------------------------- | ------------------ | ---------------- | ------------------ | ---------------- |
| Samoloty                    | 200                | 2                | 500                | 5                |
| Śmigłowce                   | 150                | 1,5              | 300                | 3                |
| Motoszybowce                | 200                | 2                | 500                | 5                |
| Szybowce                    | 400                | 3                | 500                | 5                |
| Balony                      | 400                | 3                | 500                | 5                |

## Morska skala widzialności
Zgodnie z STCW stopień widzialności poziomej jest określany z użyciem przedstawionej poniżej dziesięciostopniowej skali, stosowanej w komunikatach, biuletynach, dziennikach okrętowych (zgodnie z STCW oficerowie muszą znać skalę na pamięć). Stosowanie skali jest łatwe, jeżeli istnieje możliwość oszacowania odległości obserwowanego obiektu od obserwatora. Odległość może być np. odczytywana z mapy, na której można znaleźć punkty odpowiadające aktualnemu położeniu jednostki pływającej (na której znajduje się obserwator) i położeniu obserwowanego obiektu (np. rozpoznane budowle na lądzie, wybrzeże wyspy).
| Stopień skali | Słowne określenie widzialności | Przyczyna obniżenia widzialności                                                    | Zasięg widzialności |
| ------------- | ------------------------------ | ----------------------------------------------------------------------------------- | ------------------- |
| 0             | bardzo zła                     | wyjątkowo gęsta mgła                                                                | 0 – 50 m            |
| 1             | bardzo zła                     | gęsta mgła, bardzo gęsty śnieg                                                      | 50 m – 0,1 Mm       |
| 2             | zła                            | umiarkowana mgła, gęsty śnieg, niezmiernie intensywny opad deszczu                  | 0,1 – 0,3 Mm        |
| 3             | obniżona                       | umiarkowany śnieg, silny opad deszczu, zamglenie                                    | 0,3 – 0,5 Mm        |
| 4             | słaba                          | słaby śnieg, umiarkowany opad deszczu, gęsta mżawka, zamglenie                      | 0,5 – 1,0 Mm        |
| 5             | słaba                          | słaby śnieg, umiarkowany opad deszczu, gęsta mżawka, zamglenie                      | 1,0 – 2,0 Mm        |
| 6             | umiarkowana                    | słaby opad deszczu, mżawka, bardzo słaby śnieg, słabe zamglenie, silne zmętnienie   | 2,0 – 5,0 Mm        |
| 7             | dobra                          | zazwyczaj bez opadów i zamgleń, zmętnienie                                          | 5 – 11 Mm           |
| 8             | bardzo dobra                   | bez opadów i zmętnień                                                               | 11 – 28 Mm          |
| 9             | niezwykle dobra (doskonała)    | powietrze wyjątkowo przezroczyste, wystąpienie refrakcji anomalnej (superrefrakcja) | > 28 Mm             |

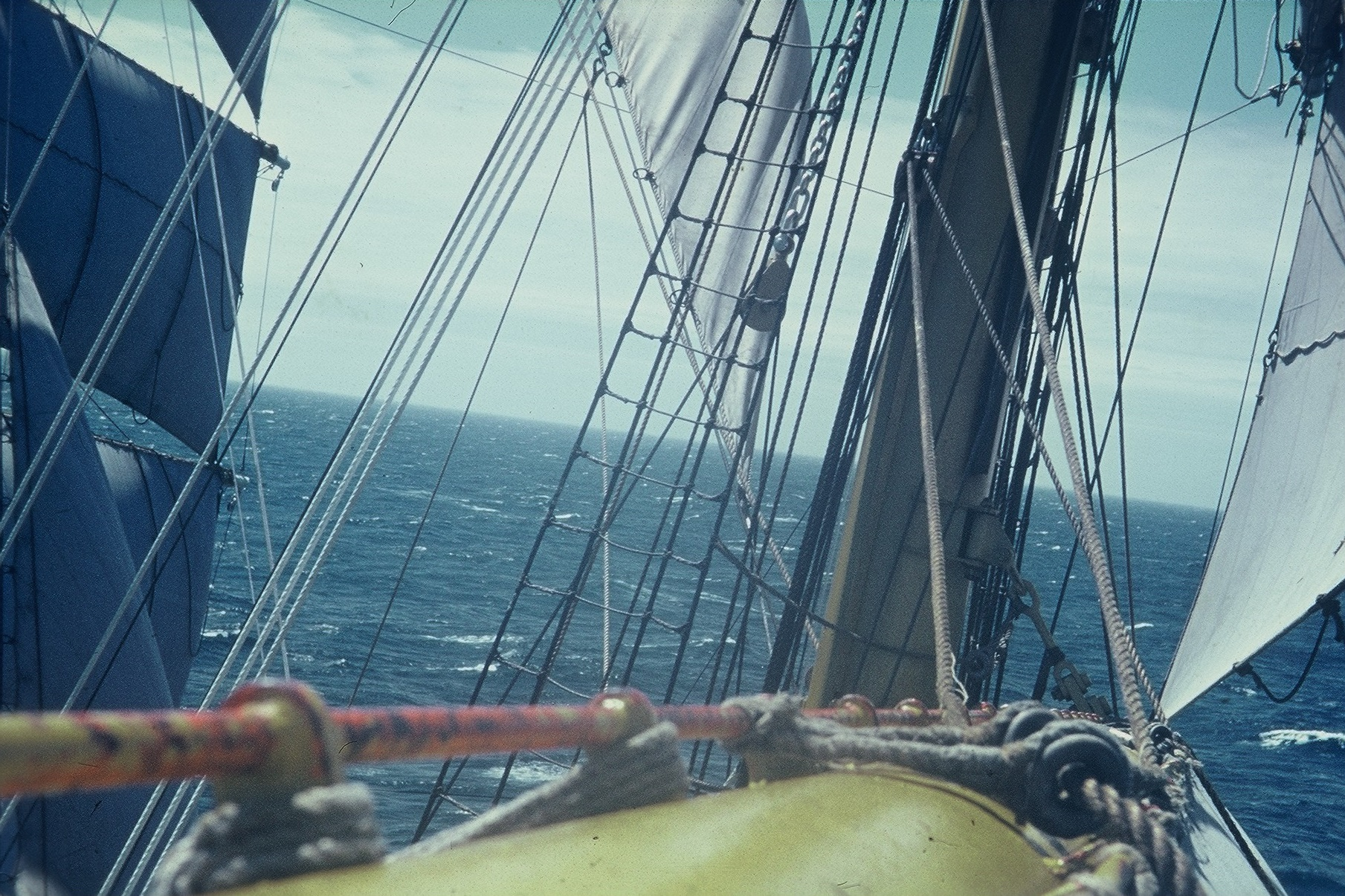
W przypadkach, gdy widoczność widnokręgu zmienia się w czasie i zależy od kierunku obserwacji, notuje się oceny mniej korzystne (w przypadku obserwacji z wysokości do 7 m n.p.m. stwierdzenie: „widoczny dostatecznie, okresowo niewyraźnie” oznacza widzialność 6)

W przypadkach braku widocznych i rozpoznawalnych obiektów w polu widzenia, oceny widzialności wykonuje się na podstawie stopnia widoczności widnokręgu, ocenianego z użyciem skali czterostopniowej: widoczny ostro – dostatecznie – niewyraźnie – niewidoczny. Widzialność określa się, uwzględniając wysokość, z której jest obserwowany widnokrąg („wysokość oczna” m n.p.m.).
| Wysokość oczna obserwatora (m n.p.m.) | Stopień widoczności widnokręgu | Stopień widzialności |
| ------------------------------------- | ------------------------------ | -------------------- |
| 1 – 7                                 | widoczny ostro                 | 8 – 9                |
| 1 – 7                                 | widoczny dostatecznie          | 7                    |
| 1 – 7                                 | widoczny niewyraźnie           | 6                    |
| 1 – 7                                 | niewidoczny                    | 5 i mniej            |
| 8 – 25                                | widoczny ostro                 | 9                    |
| 8 – 25                                | widoczny dostatecznie          | 8                    |
| 8 – 25                                | widoczny niewyraźnie           | 7                    |
| 8 – 25                                | niewidoczny                    | 6 i mniej            |

## Zmiany widzialności w czasie przechodzenia niżu barycznego

Przemieszczanie się rozwiniętego niżu barycznego na wschód:
• linia pomarańczowa – front ciepły, widzialność słaba,
• pole białe – ciepły wycinek między frontami, prawdopodobne mgły,
• linia niebieska – front chłodny, gwałtowne opady,
• za frontem zimnym – widzialność bardzo dobra

W czasach, gdy krótkoterminowe prognozy pogody nie były powszechnie dostępne, żeglarze czerpali informacje z obserwacji zjawisk meteorologicznych. Zbliżanie się niżu barycznego nad Bałtyk zapowiadały obserwacje obniżającego się ciśnienia i wzrastającej temperatury oraz rozbudowa powłoki chmur (od najwyższych chmur pierzastych w dół). Równocześnie obserwowane zmiany kierunku wiatru i pogorszenie się widzialności pozwalały oczekiwać nadejścia ciepłego frontu, a następnie kolejnych zmian pogody, charakterystycznych dla przemieszczania się niżu na wschód, w tym zmian widzialności, która:
- przed ciepłym frontem – pogarsza się,
- w czasie przechodzenia frontu ciepłego – jest słaba,
- w ciepłym wycinku niżu – słaba, ze skłonnością do mgły,
- w czasie przechodzenia frontu zimnego – zła w czasie gwałtownych opadów,
- po przejściu frontu zimnego – bardzo dobra.